# Вилла-Кастелли
Вилла-Кастелли (итал. Villa Castelli) — коммуна в Италии, располагается в области Апулия, в провинции Бриндизи.
Население коммуны составляет 9112 человек (2009 г.), плотность населения составляет 260 чел./км². Занимает площадь 3458 Ha км². Почтовый индекс — 72029. Телефонный код — 0831.
Покровителями коммуны почитаются Sacro Cuore di Gesù и Пресвятая Богородица (Madonna della Fontana), празднование 2 октября.

## Демография
Динамика населения:

## Администрация коммуны
- Официальный сайт: http://www.comune.villacastelli.br.it/